# Falcatus
Falcatus is een geslacht van uitgestorven falcatide Chondrichthyes dat leefde tijdens het Vroeg-Carboon in de baai van Bear Gulch in wat nu Montana is.

## Naamgeving
Het eerste materiaal dat bekend werd van het geslacht waren de opvallende vinstekels die naar voren over het hoofd van het dier bogen. Toen deze overblijfselen voor het eerst werden beschreven in 1883 uit de St. Louis-kalksteen, kregen ze van Oliver Perry Hay de naam Physonemus falcatus. De soortaanduiding verwijst naar de stekel en betekent in het Latijn 'van een sikkel (falx) voorzien'.

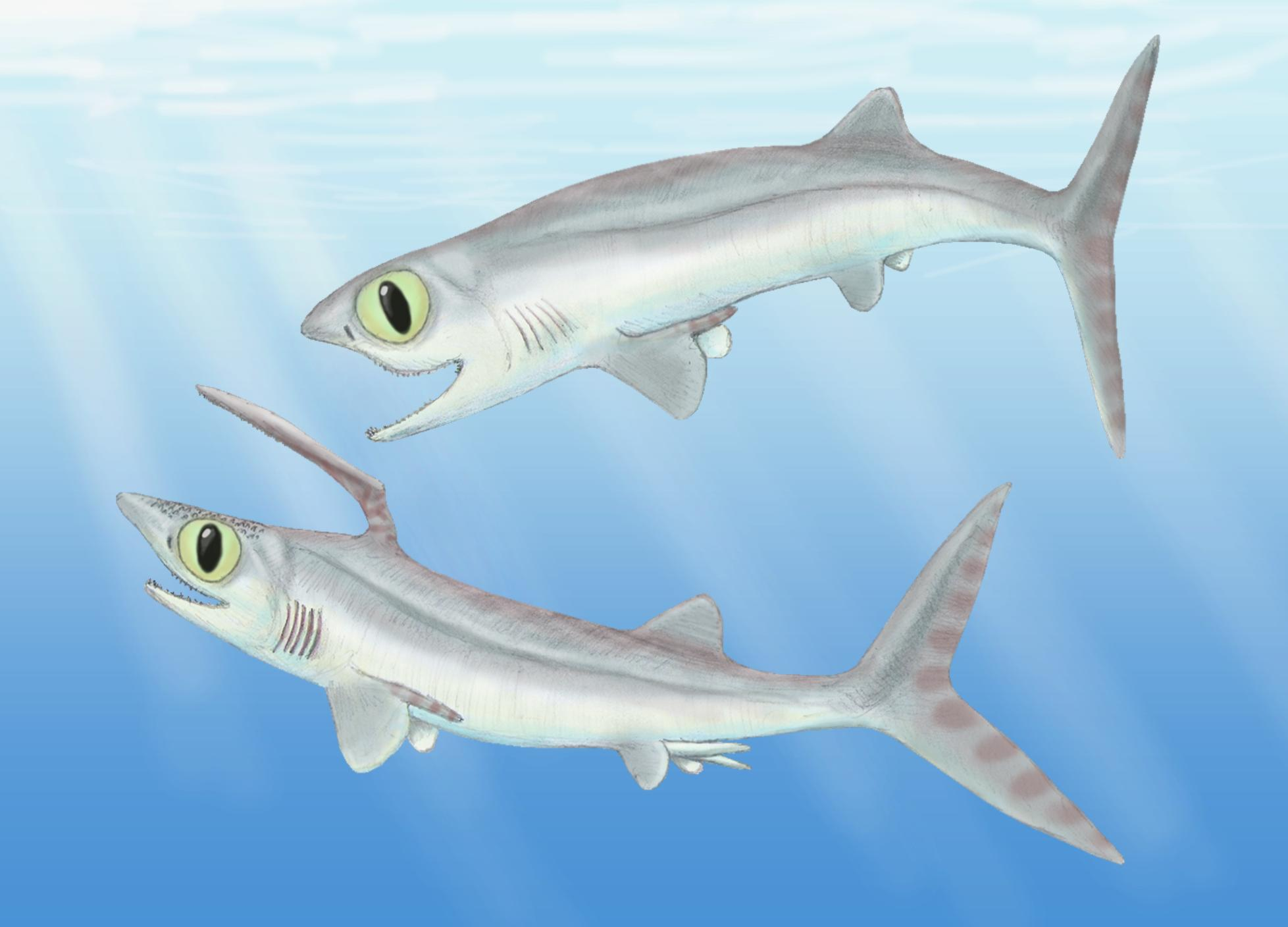
De twee morfen

In 1985 werden echter fossielen van een nieuw type Condrichthyes uit Montana beschreven die een hoge mate van seksuele dimorfie vertoonden. Dezelfde stekels die eerder bij Physonemus falcatus waren gemeld, werden gevonden op een van de morfen, geïdentificeerd als het mannetje vanwege de aanwezigheid van valvae. Richard Lund besloot een apart geslacht te benoemen met een naam gelijk aan de soortaanduiding wat een combinatio nova Falcatus falcatus opleverde.
Het holotype is ISM 8720, een reeks wervels inclusief rugstekel.
Andere soorten zijn Falcatus hamatus (Agassiz 1837) Lund 1985 (= Physonemus hamatus) en Falcatus proclivus (St. John and Worthen 1875) Lund 1985 (= Physonemus proclivus).

## Beschrijving
Falcatus was vrij klein en werd slechts ongeveer vijfentwintig tot dertig centimeter lang. Dit is ongeveer net zo groot als enkele van de kleinste haaien die nog leven, Etmopterus fusus.

## Fylogenie
Falcatus is een lid van de Chondrichthyes, cladodonte stethacanthide Holocephali.

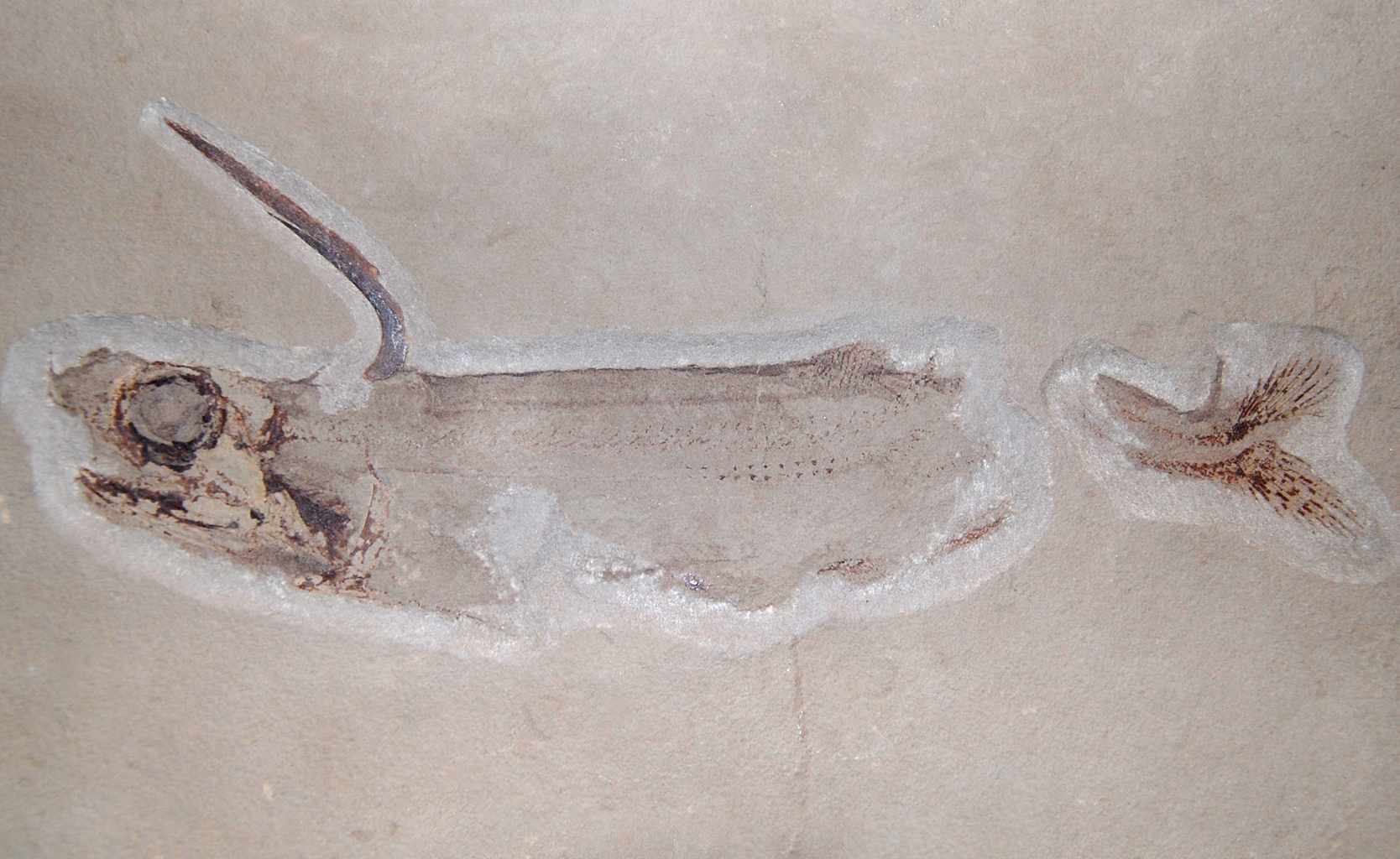
Een specimen in Wenen

Ondanks dat ze vaak haaien worden genoemd, maakten Falcatus en zijn verwanten deel uit van de orde Symmoriiformes, die zelf deel uitmaakt van de subklasse Holocephali. Dit betekent dat deze vis nauwer verwant is aan chimaera's dan aan echte haaien. Andere leden van zijn groep omvatten Ozarcus uit het Carboon van Arkansas en Cretacladoides uit het Krijt van Oostenrijk.

## Paleo-ecologie
De Bear Gulch kalksteen is een fossielenafzetting uit de Big Snowy Mountains van Montana. Het is een kleiner deel van de grotere St. Louis-kalksteen, die dateert uit het midden van het Carboon. Gedurende die tijd was het gebied een reeks wadden en lagunes met brak en zoet water. Veel theorieën zijn naar voren gebracht om de perfecte preservering te verklaren. Een daarvan is dat de wezens naar de bodem zonken en stierven door verstikking in de zuurstofarme wateren, waarbij ze werden bewaard zonder dat er aaseters aanwezig waren. Een andere theorie is dat de bodem van de baai modderstromen veroorzaakte bij hevige regenval, waardoor de wezens snel werden begraven. Omdat veel van de visfossielen echter werden gevonden met opgezwollen kieuwen, zou dit wijzen op de dood door verstikking. Falcatus leefde naast vele vreemde wezens zoals de Chondrichthyes Agassizodus, Listracanthus en Delphyodontos. Het leefde ook samen met vele straalvinnige vissen als Discoserra en Paratarrasius. Andere vissen waren de rhabdodermatide Caridosuctor, de rhizodont Strepsodus, en Hardistiella, een van de oudst bekende lampreien. De ongewervelde dieren van de Bear Gulch waren zeer diverse wezens, zoals de hoplocariden, waaronder de hedendaagse bidsprinkhaangarnalen,  Anderella, de jongste bekende synziphosurine en meer raadselachtige wezens zoals Typhloesus, en vierkante objecten (Square Objects) die salpen of neteldieren kunnen zijn. Andere ongewervelden zijn onder meer weekdieren zoals de nautiloïde Tylonautilus, pterioïde tweekleppigen die zijn gevonden met korstvormende Sargassum zoals bruinwieren, evenals productide brachiopoden, Paleolimulus,  phyllocariden en stekelhuidigen zoals crinoïden, zeeëgels, zeesterren, slangsterren en de veelarmige zeester Lepidasterella montanensis.